# Despina (nome)
Despina  è un nome proprio di persona italiano femminile.

## Varianti
- Greco antico: Δεσποινα (Despoina)[2]
- Greco moderno: Δέσποινα (Despoina)[2][3]
- Macedone: Деспина (Despina)[2]

## Origine e diffusione
Riprende l'antico nome greco Δεσποινα (Despoina), basato su δεσπόζω (despozo, "imporsi", "governare", "essere il capo", dalla stessa radice di "despota"), e vuol dire "signora", "regina". È quindi analogo per significato ai nomi Marta, Donna, Lia, Freya, Creusa, Matrona e Sara. 
È un nome di matrice sia classica, presente nella mitologia greca, dove Despina è una ninfa figlia di Poseidone e Demetra (dalla quale prende il nome un satellite di Nettuno), sia melodrammatica, portato da un personaggio dell'opera di Mozart Così fan tutte, grazie al quale il nome ha conosciuto una certa diffusione in Italia (anche se, va detto, in quel caso era un ipocoristico di Fiordispina, nome di un altro personaggio dell'Orlando furioso). Nella Grecia moderna gode invece di buona diffusione perché è un appellativo locale della Madonna.

## Onomastico
Non ci sono sante con questo nome, che è quindi adespota: l'onomastico può essere festeggiato il 1º novembre ad Ognissanti, ma vista la connessione alla Madonna si può spostare al 15 agosto, festa dell'Assunzione di Maria, o al 21 novembre per la Presentazione della Beata Vergine Maria. In Grecia le donne così chiamate tendono a festeggiarlo il 15 agosto se sono sposate, mentre al 21 novembre se non lo sono.

## Persone

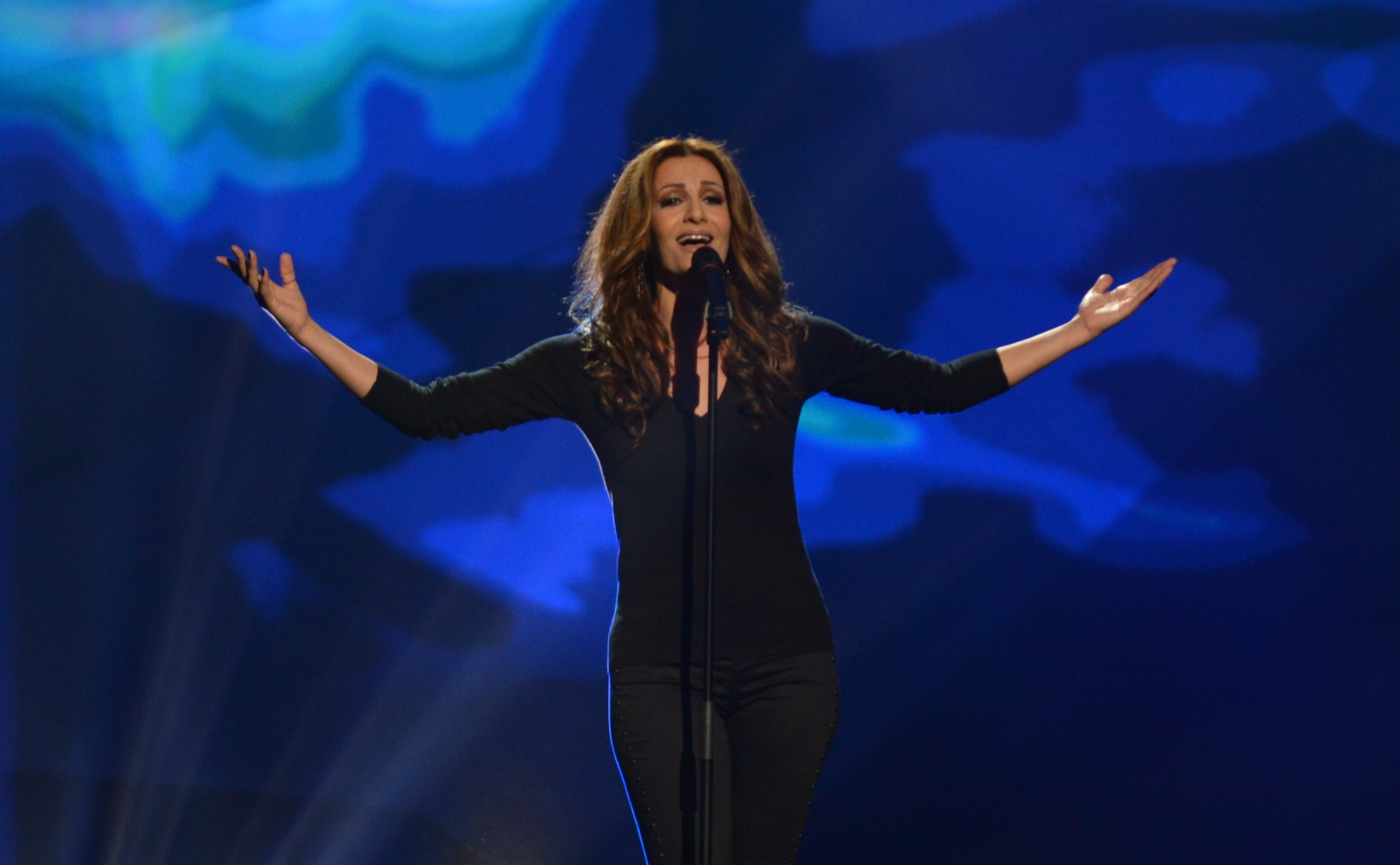
Despoina Olympiou

- Olivera Despina, principessa serba

### Variante Despoina
- Despoina Chatzīnikolaou, calciatrice greca
- Despoina Mpempedelī, attrice greca
- Despoina Olympiou, cantante cipriota
- Despoina Papamichaīl, tennista greca
- Despoina Vandī, cantante greca

## Il nome nelle arti
- Despoina è un personaggio del romanzo di Margaret St. Clair Il segno della doppia ascia.
- Despina è un personaggio dell'opera di Mozart Così fan tutte.
- Despina è il nome di una città de Le città invisibili di Italo Calvino.